# Wimmerella bifida
Wimmerella bifida là loài thực vật có hoa trong họ Hoa chuông. Loài này được (Thunb.) Serra, M.B.Crespo & Lammers miêu tả khoa học đầu tiên năm 1999.